# Ennio Albrecht
Ennio Albrecht (* 20. September 2000 in Höxter) ist ein deutscher Eishockeytorwart, der seit Juli 2024 bei den Moskitos Essen aus der Eishockey-Oberliga unter Vertrag steht.

## Karriere
Der Torwart wurde im Nachwuchsbereich des Eishockey Jugend Kassel ausgebildet und wechselte im Jahr 2017 in die Jugendabteilung des Krefelder EV 1981, wo er in der Deutschen Nachwuchsliga (DNL) eingesetzt wurde. Zwischen 2018 und 2020 gehörte Albrecht zum Kader der in der Deutschen Eishockey Liga (DEL) spielenden Profimannschaft, kam dort aber nicht zum Einsatz. Während der Saison 2019/20 hatte er seine ersten Einsätze für die U23-Mannschaft der Krefelder in der drittklassigen Oberliga Nord.
Zur Saison 2020/21 wechselte Ennio Albrecht zu den Kassel Huskies in die DEL2, die ihn jedoch gleich an den Oberligisten Herforder EV ausliehen. In der Saison 2021/22 stand der Torhüter für die Blue Devils Weiden, mit denen er Hauptrundenmeister der Oberliga Süd wurde, auf dem Eis. Im Sommer 2022 wechselte Albrecht zu den Grizzlys Wolfsburg in die DEL. Sein Profidebüt gab er am 30. Dezember 2023 bei der 5:6-Niederlage gegen die Fischtown Pinguins Bremerhaven. Um Spielpraxis zu erhalten, wurde er an die Oberligisten Rostock Piranhas und Hannover Scorpions ausgeliehen. Im Sommer 2024 wechselte er zum Oberligisten Moskitos Essen.